# Bent Sørensen
Pour les articles homonymes, voir Sørensen.
Bent Sørensen, né le 18 juillet 1958 à Borup, est un compositeur danois de musique classique.

## Biographie
Il a étudié la composition avec Ib Nørholm à l'Académie royale danoise de musique et avec Per Nørgård à l'Académie de Musique du Jutland.
Depuis 2008 il est professeur de composition invité à l'Académie royale de musique (Royal Academy of Music) de Londres.

## Prix
- Nordic Music Prize (1996)
- Grawemeyer Award (2018)

## Œuvres complètes (au 20/03/2020)
Œuvres complètes (au 20/03/2020)

### Orgue
- Lais (1985)

### Piano
- Angelus (1982)
- The Shadows of Silence (?)
- The Masque of the Red Death (1990)
- Lullabies (2000)
- Berceuse No.2 (2007)
- Sigrid’s Lullaby (2010)
- Sigrid’s Cantata (2011)
- Und die Sonne geht auf (2011)
- Mitternacht mit Mignon (2012)
- Dreihundertvier Sterne in einem kleinen Fenster (2013)
- 12 Nocturnes (2014)
- Fantasia Appassionata (2017)

### Solo
- Troldspil pour clarinette (1982)
- The Songs of the Decaying Garden pour clarinette (1986)
- The Lady of Shalott pour alto (1987)
- The Bells of Vineta pour trombone (1990)
- The Shadows of the Shepherds pour hautbois (1990)
- Plainte d'un Troubadour pour hautbois (1993)
- Angelus Waltz pour guitare (1996)
- Shadow Siciliano pour guitare (1997)
- Sliding Sarabande pour guitare (1999)
- Looking on Darkness pour accordéon (2000)
- The Hill of the Heartless Giant pour contrebasse (2001)
- Midnight Mazurka pour guitare (2006)
- Doll March & Dark Jig pour guitare (2008)
- The Wings of Spring pour violoncelle (2010)
- Lontanamente pour clarinette (2012)
- Dolorosamente pour harpe (2014)
- Serenissima pour violon (2014)
- Sarabande pour alto (2015)
- Disappearance pour accordéon (2017)

### Musique de chambre (de 2 à 6 musiciens)
- Trotto pour violon, violoncelle, hautbois,  basson et cor (1983)
- Alman pour quatuor à cordes (1983-84)
- Mädelein pour flûte, hautbois, clarinette, basson et cor (1985)
- Les Tuchins pour 2 violoncelles, 2 trombones et 2 guitares électriques (1986)
- Adieu pour quatuor à cordes (1986)
- Angels' Music pour quatuor à cordes (1987-88)
- Camelot by Night pour flûte basse et guitare (1988)
- The Birds of Lament pour 2 trombones et 3 percussions (?)
- The deserted Churchyards pour violon, violoncelle, flûte, clarinette, percussion et piano (1990)
- The Lady of Shalott pour quatuor à cordes (1993)
- Schreie und Melancholie pour quatuor à cordes (1994)
- The Wings of Night pour quatuor à cordes et trombone (1997)
- Sieben Sehnsüchte pour violon et piano trombone (1999)
- Nocturnal pour quatuor à cordes et trombone (2001)
- Phantasmagoria pour violon, violoncelle et piano (2007)
- Mondnacht pour clarinette, alto et piano (2007)
- Wasserflussen / Kirschgarten pour clarinette, alto et piano (2008)
- Lugubre Gondola pour violon, alto et violoncelle (2009)
- Gondola l'Amore pour violon, alto et violoncelle (2010)
- Gondole pour violon, alto et violoncelle (2010)
- Schattenlinie pour alto, clarinette et piano (2010)
- Ständchen 4 pour clarinette, trombone, piano, guitare, violon et violoncelle (arr. 2010)
- Vorspiel pour clarinette, trombone, piano, guitare, violon et violoncelle (2010)
- Schattenlinie pour alto, clarinette, piano (2010)
- Syv Længsler pour mezzo-soprano, violon et piano (?)
- Rosenbad – Papillons pour piano, 2 violons, alto, violoncelle (2013)
- Nem Tudhatom pour clarinette, violon, alto, violoncelle et ensemble ad libitum (2013)
- Abgesänge pour piano, violon, violoncelle (2015)
- Romance pour clarinette et piano (2016)
- Inverno d’Amore alto solo, piano, accordéon, violon, violoncelle, contrebasse (2017)
- Dancers and Disapperance pour accordéon, 2 violons, alto, violoncelle  (2018)
- Six Intermezzi pour 2 pianos (2018)

### Ensemble (à partir de 7 musiciens)
- Clairobscur pour 10 instruments (1987)
- Minnewater: Thousands of Canons pour 15 instruments (1988)
- Funeral Procession pour violon, alto et 6 instruments (1989)
- Minnelieder - Zweites Minnewater pour 14 instruments (1994)
- Sirenengesang pour 12 instruments (1994)
- Birds and Bells pour 13 instruments (trombone solo) (1995)
- This Night of no Moon pour 13 instruments (1999)
- The Weeping White Room pour 9 instruments (2002)
- Shadowland pour 10 instruments (?)
- Sinful Songs pour 14 instruments (?)
- Ständchen pour 8 instruments (?)
- Pre-Ekko af Serenidad pour 8 clarinettes (2014)
- Silence pour 8 percussions (2014)
- Falling Darkness (2017)

### Orchestre
- Lacrymae (1984)
- Symphonie (1996)
- Intermezzo (2000)
- Exit Music (2007)
- Tunnels de lumière (2010)
- Evening Land (2017)
- Symphonie nº 2 (2020)

### Œuvres concertantes
- The Lady and the Lark pour alto et orchestre (1997)
- Intermezzi pour 2 mezzo-sopranos, 6 violons et orchestre (2003)
- La Mattina pour piano et orchestre (2009)
- La Notte pour piano et orchestre (?)
- Sterbende Gärten pour violon et orchestre (?)
- It is pain flowing down slowly on a white wall pour accordéon et cordes (2010)
- Serenidad (2012) pour clarinette, orchestre et bande magnétique
- Doll Steps in Venice pour clarinette et orchestre (2013)
- Trumpet Concerto pour trompette et orchestre (2013)
- Mignon – Papillons pour piano et cordes (2014)
- Whispering pour flûte à bec et cordes (2014)
- L’Isola della Città pour violon, violoncelle, piano et orchestre (2015)

### Chœur
- Recordare (?)
- Benedictus (?)
- Knud Romers ABC (?)
- Trois Motets (1985)
- Lacrimosa (1985)
- Strunge-sange (1988)
- In Paradisum (2002)
- Havet står så blankt og stille (2005)
- Søstrene (2006)
- Fragments of Requiem (2007)
- Et Blad Falder til Himlen (2008)
- O Magnum Mysterium (2008)
- Og solen går ned (2008)
- Livet og Døden (2009)
- Sneklokker (2010)
- Alle mine kilder skal være hos dig (2011)
- Et Skyggespil (2013)
- Sneklokker – Transposed version (2013)
- Crucifixus (2015)
- I in Them and You in Me (2017)
- Miserere (2017)

### Voix solistes et ensemble de chambre
- Cyprianus pour 3 sopranos, 2 clarinettes et 2 percussions (1982)
- Donne pour voix, violon et guitare (1983)
- Garnet to Garnet pour voix, percussion et guitare (1985)
- I Love You If You Do (?)
- Popsange pour ténor et piano (1990)
- Roses are Falling pour mezzo-soprano et piano (1998)
- Cavatina pour mezzo-soprano, violon et piano (2001)
- Seks sange pour mezzo-soprano et violon (2001)
- Vokalise pour mezzo-soprano et violon (2001)
- Three Stones pour voix (2006)
- Triptykon pour voix et piano (2006)
- Saudades Inocentes pour jeune soprano, ténor, basse, guitare, accordéon (2011)
- Sorg og Sol' pour soprano, violon, alto, violoncelle, tp (2012)
- De fire årstider pour narrateur et trois instruments (2016)

### Chœur et orchestre ou ensemble
- The Echoing Garden avec soprano et ténor solistes (1982)
- In Paradisum avec deux sopranos solistes (1985)
- Den Lille Havfrue avec soprano et ténor solistes (2005)
- In the Mist pour soprano, piano et violoncelle (2016)

### Opéra et musique de théâtre
- Under Himlen livret de Peter Asmussen (2003)
- Sounds Like You (2008)

## Discographie

### Monographies
- Bent Sørensen, Sterbende Gärten, The Echoing Garden, dans « Sterbende Gärten - The Echoing Garden », Rebecca Hirsch (violon), Åsa Bäverstam (soprano), Martyn Hill (ténor), Chœur et Orchestre de la Radio Danoise, dir. Leif Segerstam, CD Dacapo, 1996, N° 8.224039
- Bent Sørensen, Clairobscur, The deserted Churchyards, Minnewater: Thousands of Canons, Shadowland, Sirenengesang, dans « Shadowland » Esbjerg Ensemble, dir. Jules van Hessen, CD Dacapo, 1998, N° 8.224075
- Bent Sørensen, The Bells of Vineta, Birds and Bells, The deserted Churchyards, Funeral Procession, The Lady and the Lark, The Lady of Shalott, dans « Birds and Bells » Christian Lindberg (trombone), Oslo Sinfonietta & Cikada, dir. Christian Eggen,  CD ECM, 2005, N° 1665

### Autres
- Bent Sørensen, Alman, Adieu et Angels' Music, dans « String Quartets by Karl Aage Rasmussen & Bent Sørensen » (avec 2 œuvres de Karl Aage Rasmussen, Arditti String Quartet, 2 CD DA CAPO, 1990, N° 9003a/9003b